# Liste der Naturdenkmale in Igersheim
| Naturdenkmale | Anzahl |
| ------------- | ------ |
| FND           | 6      |
| END           | 4      |
| Gesamt        | 10     |

Die Liste der Naturdenkmale in Igersheim nennt die verordneten Naturdenkmale (ND) der im baden-württembergischen Main-Tauber-Kreis liegenden Gemeinde Igersheim und deren Ortsteile (Igersheim mit dem Dorf Igersheim, den Weilern Holzbronn und Reisfeld, dem Gehöft Staatsdomäne Neuhaus und den Häusern Erlenbach und Taubermühle, Bernsfelden mit den Weilern Bowiesen (Exklave) und Hagenhof, Harthausen mit dem Dorf Harthausen und den Weilern Neubronn und Reckerstal, Neuses und Simmringen).
In Igersheim gibt es insgesamt zehn als Naturdenkmal geschützte Objekte, davon sechs flächenhafte Naturdenkmale (FND) und vier Einzelgebilde-Naturdenkmale (END).
Stand: 31. Oktober 2016.

## Flächenhafte Naturdenkmale (FND)
| Name                                                     | Bild | Kennung     | Einzelheiten                                    | Position | Fläche Hektar | Datum         |
| -------------------------------------------------------- | ---- | ----------- | ----------------------------------------------- | -------- | ------------- | ------------- |
| Birken-Erlen-Bruch Rot                                   | BW   | 81280580009 | Igersheim                                       | ⊙        | 0,8           | 10. März 1992 |
| Quelle m. Tümpel Lindach                                 | BW   | 81280580005 | Igersheim                                       | ⊙        | 0,0           | 21. Dez. 1981 |
| Quelle Tauberberg Abt. 2 a/2                             |      | 81280580006 | Igersheim Quelle war 2020 nicht mehr auffindbar | ⊙        | 0,0           | 21. Dez. 1981 |
| Quellgebiet im Erlenbachtal Erlenbach                    | BW   | 81280580012 | Igersheim                                       | ⊙        | 0,5           | 10. März 1992 |
| Steinbruch Eichenlöhle                                   |      | 81280580008 | Igersheim Gemarkung Bernsfelden                 | ⊙        | 0,0           | 10. März 1992 |
| Tauberinsel Igersheim mit Uferstreifen Untere Rohrwiesen |      | 81280580011 | Igersheim                                       | ⊙        | 2,5           | 10. März 1992 |
| Legende für Naturdenkmal                                 |      |             |                                                 |          |               |               |

## Einzelgebilde-Naturdenkmale (END)
| Name                                             | Bild | Kennung     | Einzelheiten                   | Position | Fläche Hektar | Datum         |
| ------------------------------------------------ | ---- | ----------- | ------------------------------ | -------- | ------------- | ------------- |
| 1 Eiche Eichwald                                 | BW   | 81280580002 | Igersheim                      | ⊙        | 0,0           | 21. Dez. 1981 |
| 1 Linde Hochfichte                               |      | 81280580001 | Igersheim Gemarkung Harthausen | ⊙        | 0,0           | 21. Dez. 1981 |
| 2 Steinkreuz Linden Neubronn Reckerstaler Straße |      | 81280580010 | Igersheim Gemarkung Harthausen | ⊙        | 0,0           | 10. März 1992 |
| 2 Winterlinden Weikersheimer Weg                 |      | 81280580004 | Igersheim Gemarkung Neuses     | ⊙        | 0,0           | 21. Dez. 1981 |
| Legende für Naturdenkmal                         |      |             |                                |          |               |               |